# Odder Kirke
Odder Kirke er en kirke i byen Odder i Østjylland.
Kirken er fra midten af 1100-tallet og bygget af granitkvadre i romansk stil. I sengotisk tid blev lofterne hvælvet, og tårnet opført i munkesten. Kirken blev udvidet i 1694 af admiral Jens Rodsteen, dels i forbindelse med nedlæggelsen af Tvenstrup Kirke og dels ved tilbygning af et familiekapel.
Det oprindelige romanske, gyldne alter blev ved anskaffelsen af det nuværende udskårne alter i 1645 flyttet til den senere nedlagte Tvenstrup Kirke. Det kom takket være pastor Niels Blicher, digterens fader, til Nationalmuseet.
- Døbefonten er romansk af granit med løver og bladranker.
- Det nuværende alter fra 1645 er et udskåret senrenæssancearbejde af Peder Jensen Kolding
- Interiør

- Prædikestol
- Orglet
- Rodsteenkapellet